# 1964年夏季残疾人奥林匹克运动会南罗得西亚代表团
1964年夏季残疾人奥林匹克运动会南罗得西亚代表团是南罗得西亚派出的1964年夏季残疾人奥林匹克运动会代表团。获得10枚金牌、5枚银牌和2枚铜牌。